# Essertines-en-Châtelneuf
Pour les articles homonymes, voir Essertines.
Essertines-en-Châtelneuf est une commune française située dans le département de la Loire en région Auvergne-Rhône-Alpes, et faisant partie de Loire Forez Agglomération.

## Géographie
|           | Châtelneuf               | Champdieu  |

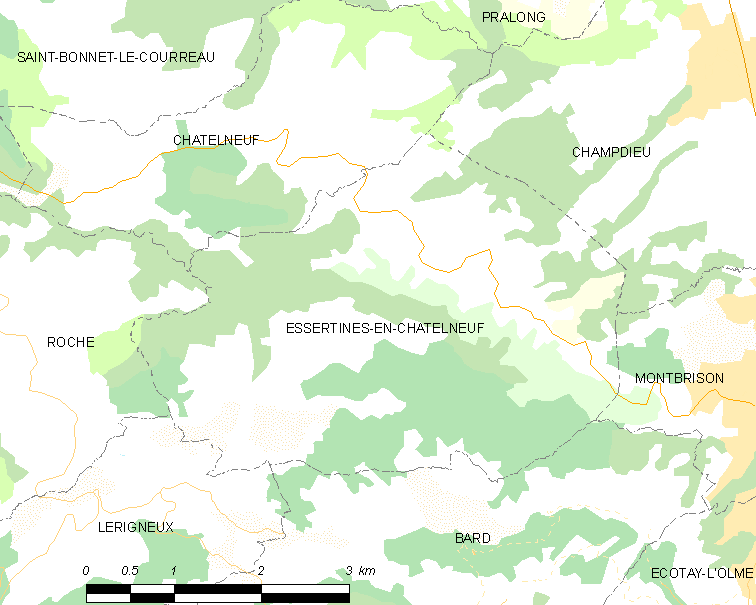
Localisation du village et des communes aux alentours

| Roche     | Essertines-en-Châtelneuf | Montbrison |
| Lérigneux | Bard                     |            |

Plusieurs sommets des monts du Forez se situent sur la commune :
- Pic de Curtieux (600 m)
- Pic de Mauratier (691 m)
- Mont Renard (821 m)
- Pic d'Os (922 m)

### Climat
Pour des articles plus généraux, voir Climat d'Auvergne-Rhône-Alpes et Climat de la Loire.
En 2010, le climat de la commune est de type climat des marges montargnardes, selon une étude du Centre national de la recherche scientifique s'appuyant sur une série de données couvrant la période 1971-2000. En 2020, Météo-France publie une typologie des climats de la France métropolitaine dans laquelle la commune est exposée à un climat de montagne ou de marges de montagne et est dans la région climatique Nord-est du Massif Central, caractérisée par une pluviométrie annuelle de 800 à 1 200 mm, bien répartie dans l’année.
Pour la période 1971-2000, la température annuelle moyenne est de 9,8 °C, avec une amplitude thermique annuelle de 16,4 °C. Le cumul annuel moyen de précipitations est de 925 mm, avec 10,6 jours de précipitations en janvier et 7,6 jours en juillet. Pour la période 1991-2020, la température moyenne annuelle observée sur la station météorologique de Météo-France la plus proche, « Savigneux », sur la commune de Savigneux à 7 km à vol d'oiseau, est de 11,0 °C et le cumul annuel moyen de précipitations est de 665,4 mm,. Pour l'avenir, les paramètres climatiques de la commune estimés pour 2050 selon différents scénarios d'émission de gaz à effet de serre sont consultables sur un site dédié publié par Météo-France en novembre 2022.

## Urbanisme

### Typologie
Au 1er janvier 2024, Essertines-en-Châtelneuf est catégorisée commune rurale à habitat dispersé, selon la nouvelle grille communale de densité à sept niveaux définie par l'Insee en 2022.
Elle appartient à l'unité urbaine de Montbrison, une agglomération intra-départementale regroupant six  communes, dont elle est une commune de la banlieue,,. Par ailleurs la commune fait partie de l'aire d'attraction de Montbrison, dont elle est une commune de la couronne,. Cette aire, qui regroupe 27 communes, est catégorisée dans les aires de moins de 50 000 habitants,.

### Occupation des sols
L'occupation des sols de la commune, telle qu'elle ressort de la base de données européenne d’occupation biophysique des sols Corine Land Cover (CLC), est marquée par l'importance des forêts et milieux semi-naturels (52,4 % en 2018), une proportion sensiblement équivalente à celle de 1990 (52,7 %). La répartition détaillée en 2018 est la suivante : 
forêts (44,4 %), prairies (34,2 %), milieux à végétation arbustive et/ou herbacée (7,9 %), zones agricoles hétérogènes (6,8 %), zones urbanisées (4,9 %), terres arables (1,7 %). L'évolution de l’occupation des sols de la commune et de ses infrastructures peut être observée sur les différentes représentations cartographiques du territoire : la carte de Cassini (XVIIIe siècle), la carte d'état-major (1820-1866) et les cartes ou photos aériennes de l'IGN pour la période actuelle (1950 à aujourd'hui).

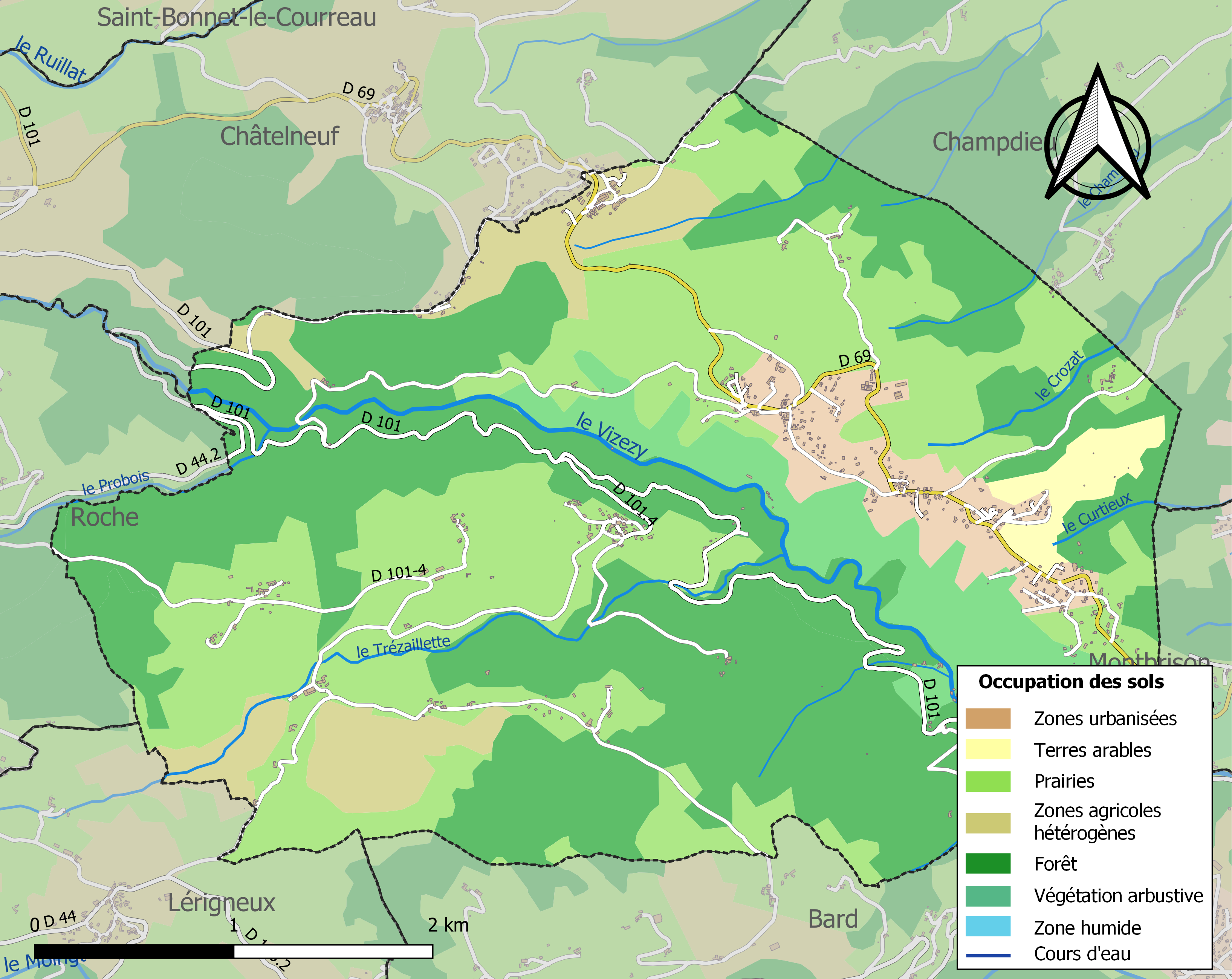
Carte des infrastructures et de l'occupation des sols de la commune en 2018 (CLC).

## Héraldique
| Blason de Essertines-en-Châtelneuf | Blason  | Parti ondé: au 1er de gueules à la fasce crénelée haussée d’argent, maçonnée de sable et soutenue d’une croisette fleurdelisée d’argent, au 2e d’azur à la crosse épiscopale d’argent. |
| Blason de Essertines-en-Châtelneuf | Détails | Le statut officiel du blason reste à déterminer. |

## Politique et administration
| Période                                  | Période  | Identité        | Étiquette | Qualité |
| ---------------------------------------- | -------- | --------------- | --------- | ------- |
| Les données manquantes sont à compléter. |          |                 |           |         |
| mars 2001                                | mai 2020 | Henri Meunier   |           |         |
| mai 2020                                 | En cours | Michel Jasleire |           |         |

Essertines-en-Châtelneuf faisait partie de la communauté d'agglomération de Loire Forez de 2003 à 2016 puis a intégré Loire Forez Agglomération.

## Démographie
L'évolution du nombre d'habitants est connue à travers les recensements de la population effectués dans la commune depuis 1793. Pour les communes de moins de 10 000 habitants, une enquête de recensement portant sur toute la population est réalisée tous les cinq ans, les populations de référence des années intermédiaires étant quant à elles estimées par interpolation ou extrapolation. Pour la commune, le premier recensement exhaustif entrant dans le cadre du nouveau dispositif a été réalisé en 2005.

En 2022, la commune comptait 660 habitants, en évolution de −4,21 % par rapport à 2016 (Loire : +1,32 %, France hors Mayotte : +2,11 %).
| 1793 | 1800 | 1806 | 1821 | 1831 | 1836 | 1841 | 1846 | 1851 |
| ---- | ---- | ---- | ---- | ---- | ---- | ---- | ---- | ---- |
| 547  | 593  | 554  | 627  | 681  | 564  | 659  | 644  | 675  |

| 1856 | 1861 | 1866 | 1872 | 1876 | 1881 | 1886 | 1891 | 1896 |
| ---- | ---- | ---- | ---- | ---- | ---- | ---- | ---- | ---- |
| 633  | 621  | 628  | 618  | 671  | 642  | 704  | 702  | 678  |

| 1901 | 1906 | 1911 | 1921 | 1926 | 1931 | 1936 | 1946 | 1954 |
| ---- | ---- | ---- | ---- | ---- | ---- | ---- | ---- | ---- |
| 666  | 670  | 607  | 590  | 530  | 515  | 503  | 468  | 477  |

| 1962 | 1968 | 1975 | 1982 | 1990 | 1999 | 2005 | 2006 | 2010 |
| ---- | ---- | ---- | ---- | ---- | ---- | ---- | ---- | ---- |
| 387  | 357  | 360  | 454  | 521  | 587  | 610  | 614  | 664  |

| 2015 | 2020 | 2022 | - | - | - | - | - | - |
| ---- | ---- | ---- | - | - | - | - | - | - |
| 688  | 652  | 660  | - | - | - | - | - | - |

## Lieux et monuments

### Églisede l'Invention-des-Reliques-de-Saint-Étienned'Essertines-en-Châtelneuf
Construite principalement dans la première moitié du xvie siècle, elle est constituée d'une nef sans transept à voutes d'ogive et chapiteaux sculptés, précédée d'un porche ajouté ultérieurement. Le clocher carré repose sur l'extrémité ouest de la nef. Elle figure à l'inventaire général du patrimoine culturel mais n'est pas protégée.

### Essertines-Basses et Chapelle Saint-Étienne
À l'origine, église paroissiale, la chapelle est située dans l'ancien village d'Essertines-Basses à côté des ruines du château. Elle est constituée d'une nef et d'un chœur vouté en berceau plein-cintre. Au-dessus de la liaison chœur-nef s'élève un clocher-mur. Sa construction est datée de la fin xie début xiie siècle. Elle est inscrite comme monument historique depuis 1926.

### Le Chevallard
La bâtisse actuelle, avec ses tours qui lui confèrent l'allure d'un château, est édifiée aux XVIIe et XVIIIe siècles et a probablement succédé à une demeure féodale. Le domaine est une ferme d'élevage de vaches dont le lait sert à la fabrication de la fourme de Montbrison.

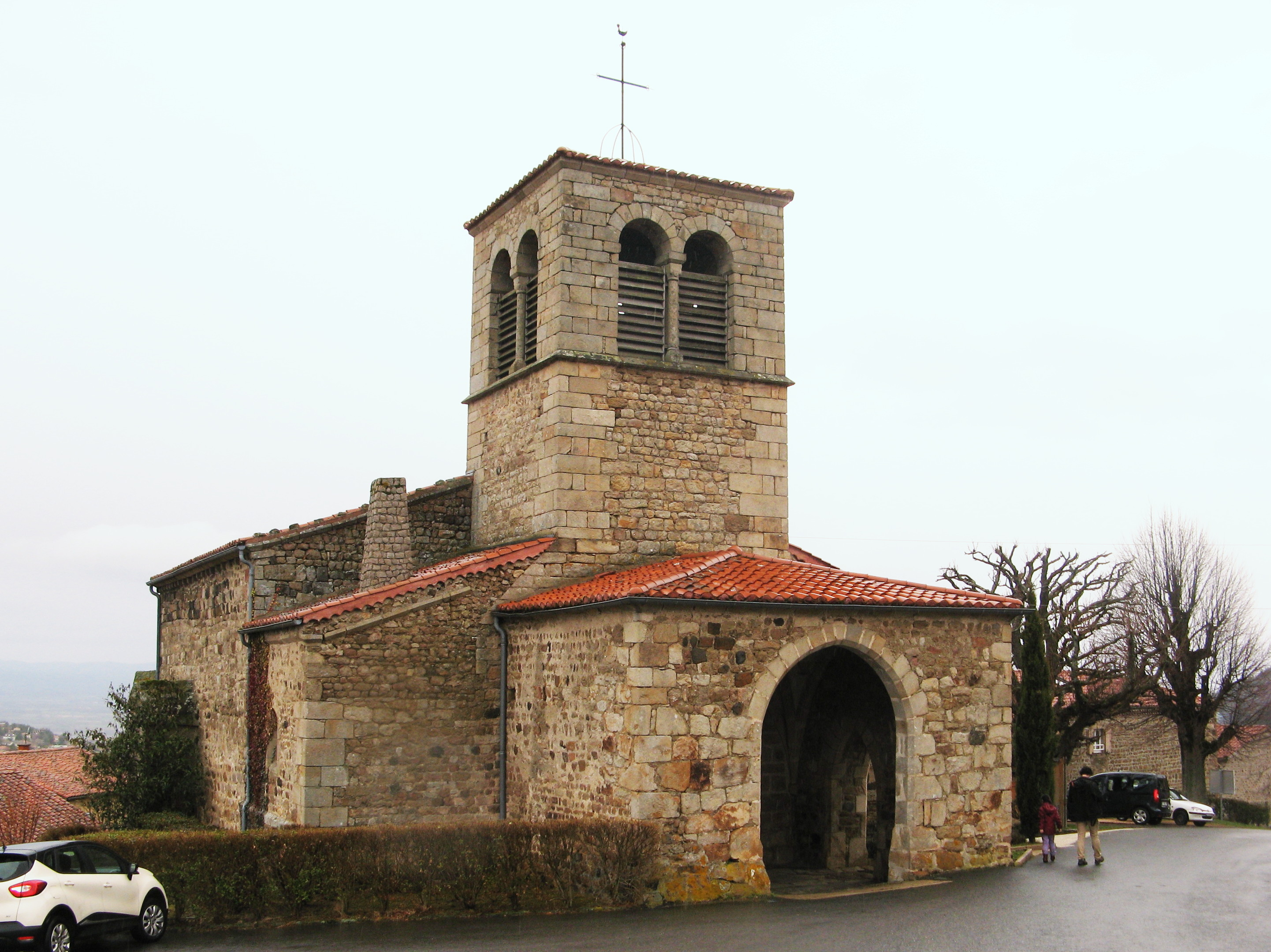
Église
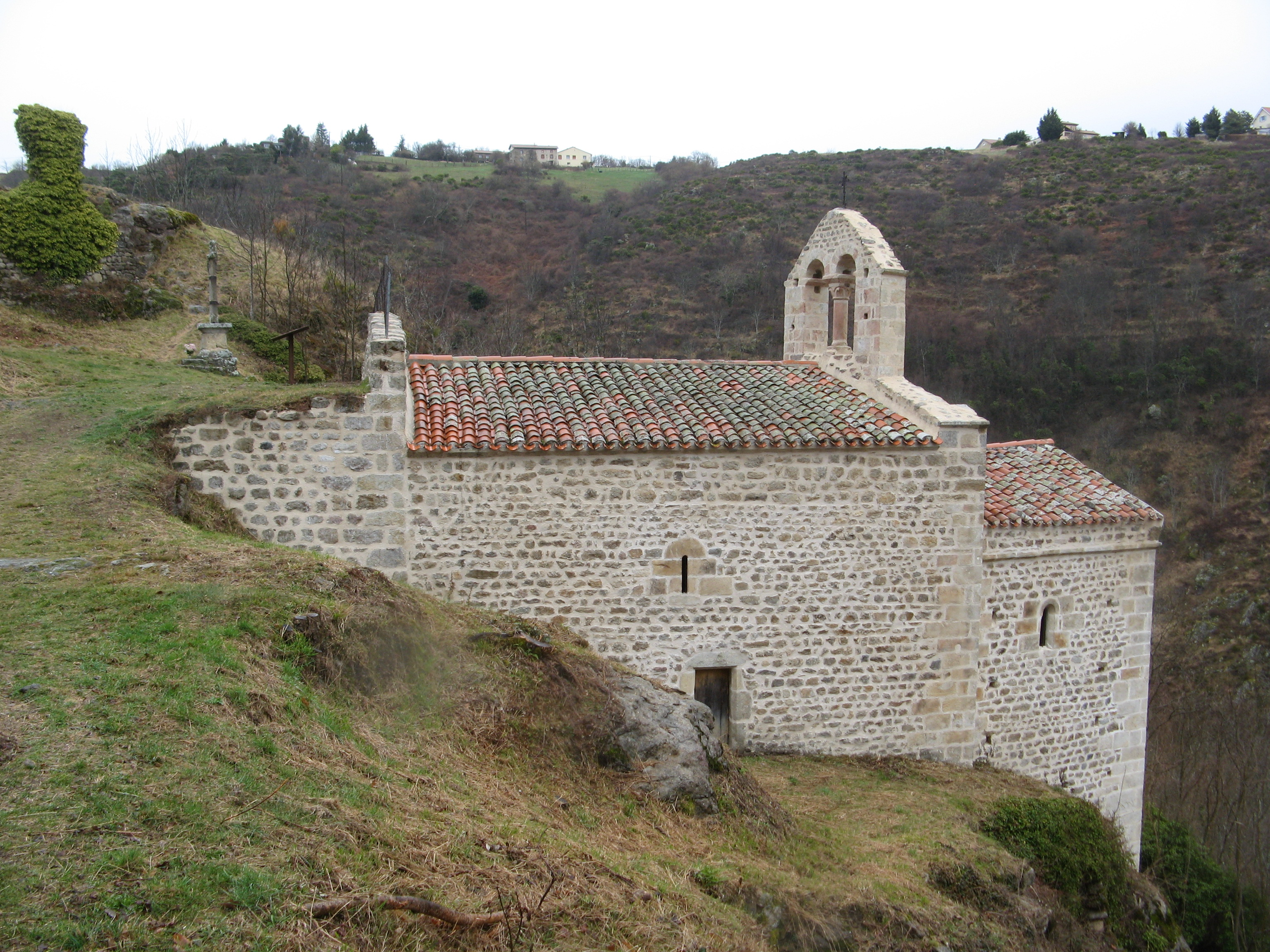
Chapelle
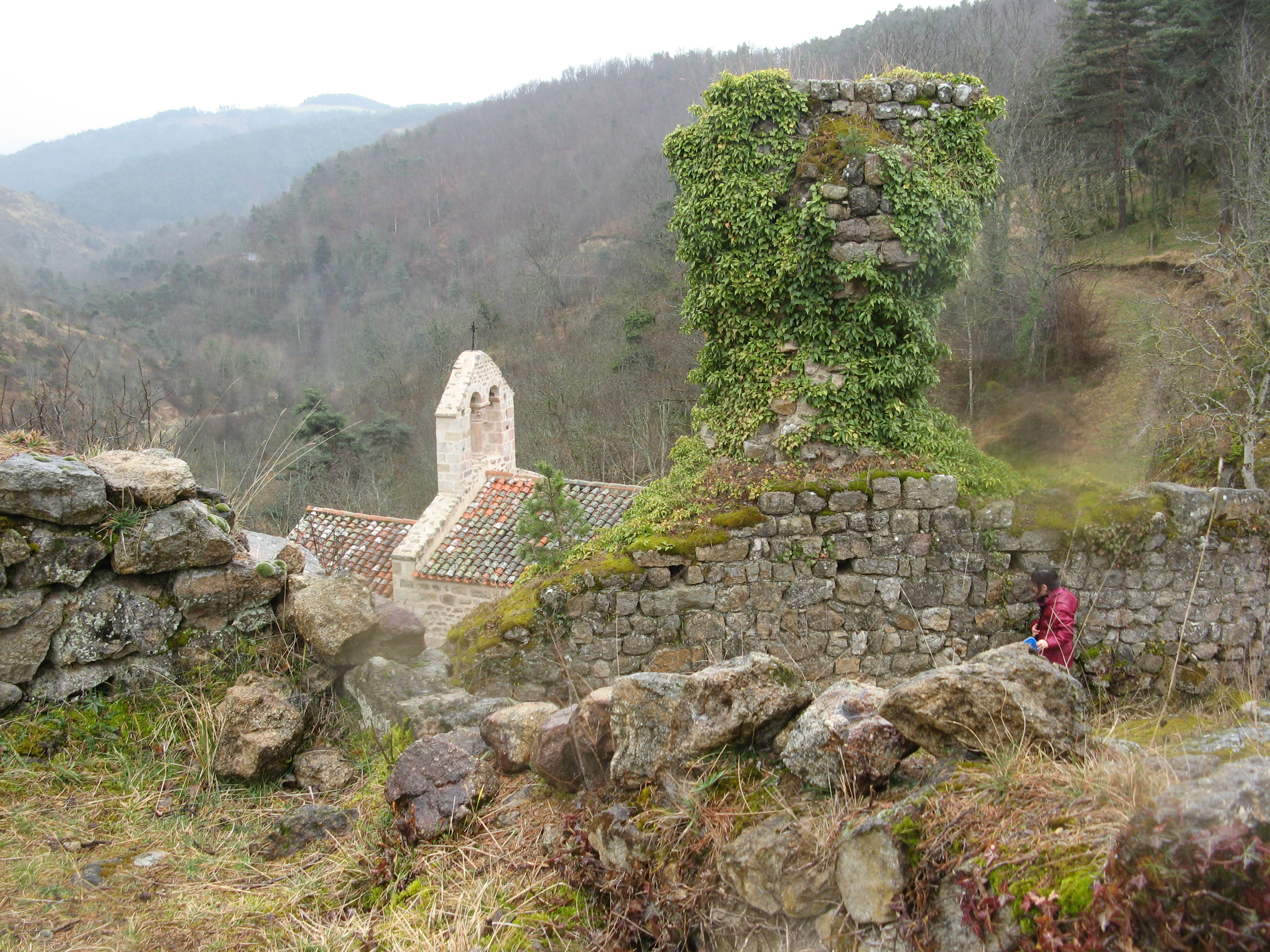
Ruines du château
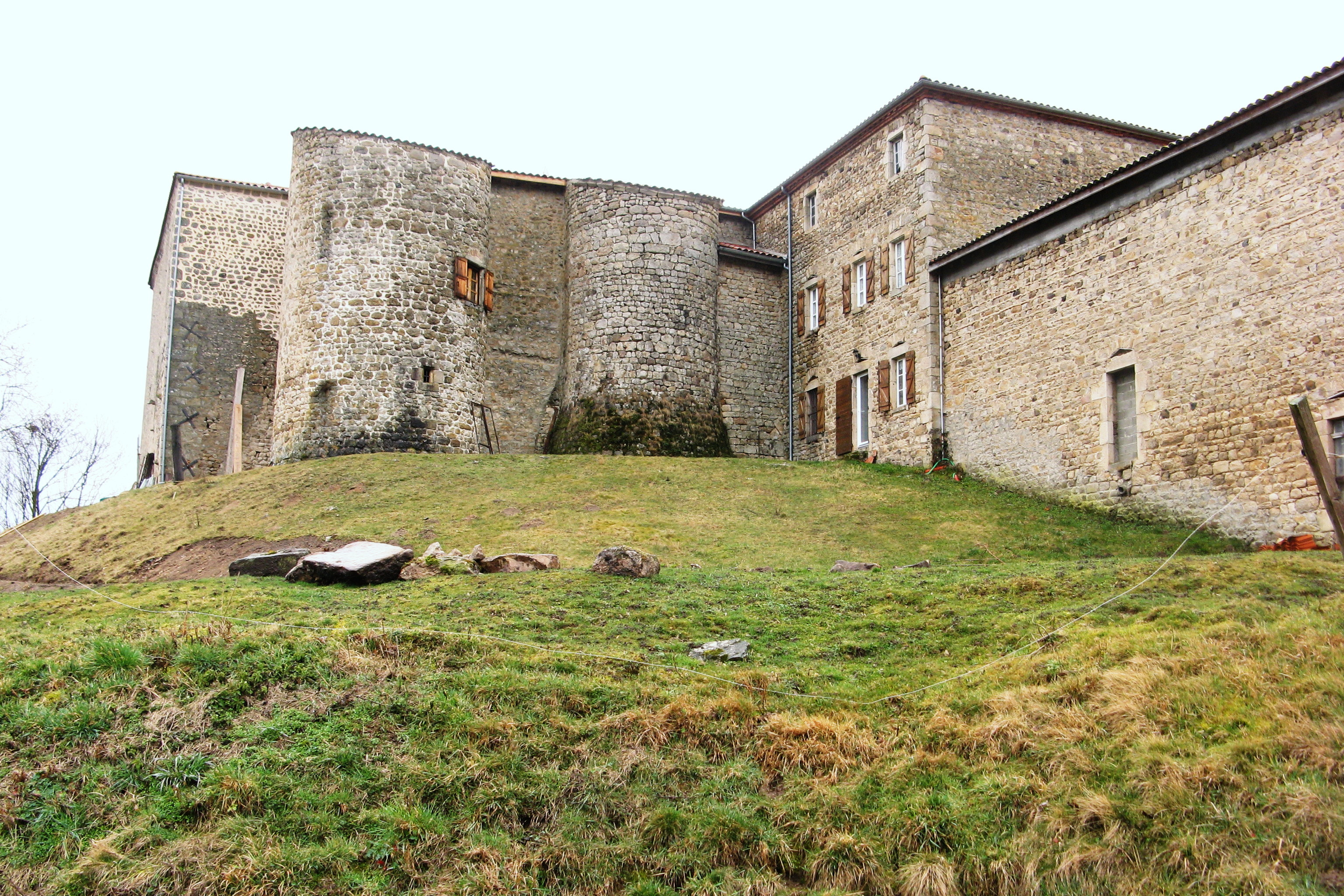
Tours du Chatellard
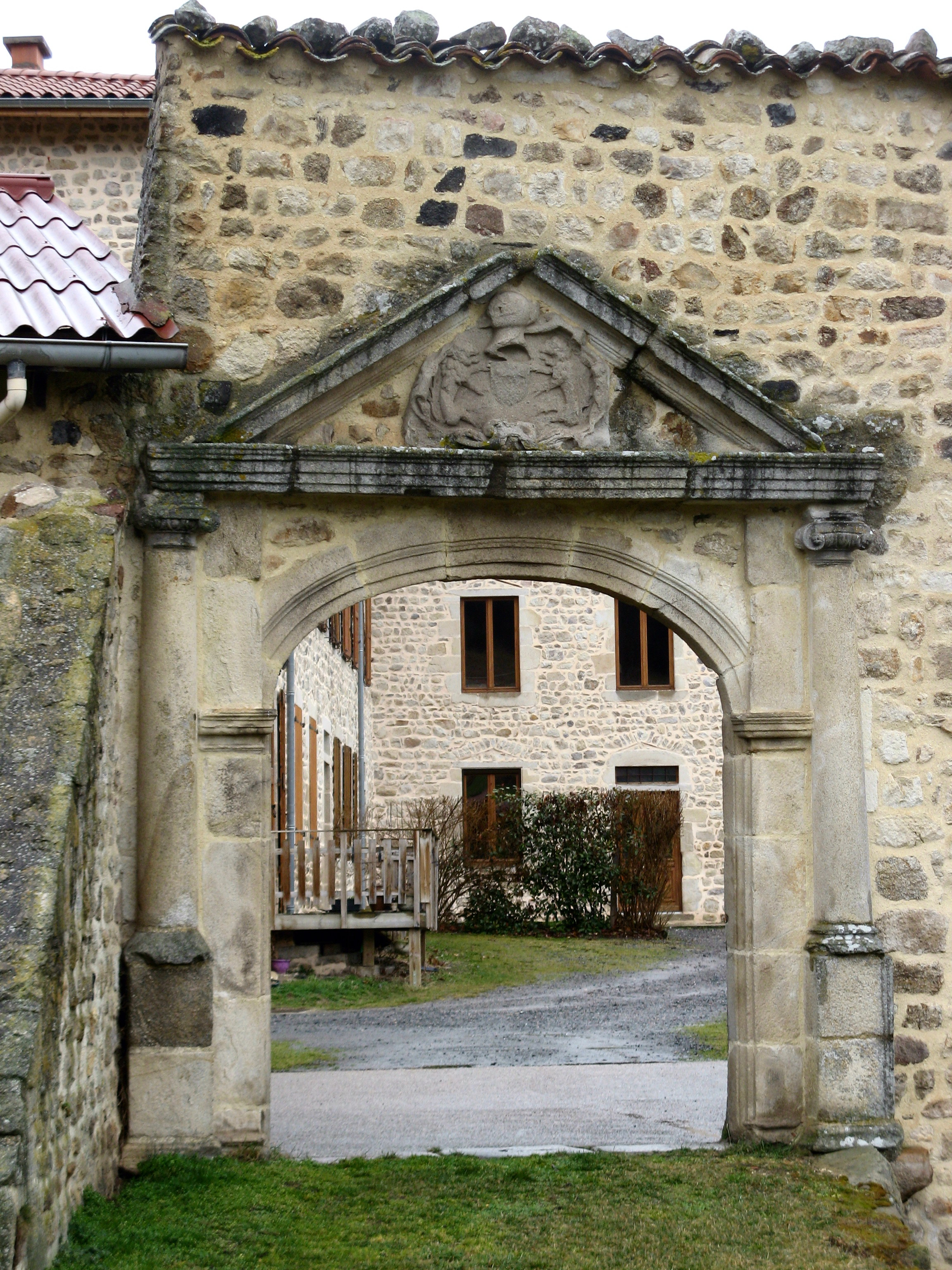
Portail du Chatellard

## Personnalités liées à la commune
- Le colonel et mémorialiste Chaland de la Guillanche[23].